# Bulat Šalvovič Okudžava
Bulat Šalvovič Okudžava (in russo Булат Шалвович Окуджава?, in georgiano ბულატ ოკუჯავა?; Mosca, 9 maggio 1924 – Parigi, 12 giugno 1997) è stato un cantautore e poeta russo di origini georgiane. Ha composto oltre duecento canzoni ed è stato pluripremiato per la sua poetica, impostata sul genere del canzoniere, che si riscontra anche in altri cantautori come il francese Georges Brassens.

## Biografia
Nato a Mosca da padre proveniente da Tbilisi (Georgia) e madre armena - nonostante questo legame di sangue con il Caucaso parlava solo russo -, fu privato del padre nel 1937 durante le terribili grandi purghe, poiché questi era stato accusato di essere una spia nazista (pare che ciò però non fosse vero), e della madre, che trascorse diciotto anni in Siberia, in vari gulag (1937-1955). La separazione dai genitori non fu mai dimenticata. Fu costretto ad andare a vivere dai nonni a Tbilisi. Nel 1941, all'età di 17 anni, si arruolò volontario nell'Armata rossa, partecipando attivamente dal 1942 alla grande guerra patriottica.
Si laureò presso l'Università statale di Tbilisi nel 1950 e lavorò come insegnante nella regione di Kaluga (nella Russia europea).
Nel 1956 tornò a Mosca, dove lavorò prima presso la casa editrice Molodaja Gvardija (La Giovane Guardia), poi per la Literaturnaja gazeta, un'importante giornale che si occupava di letteratura e di attualità. In quegli anni iniziò a suonare la chitarra a livelli tali da potersi esibire in una serie di concerti. Okudžava trovò il successo grazie alla propria musica espiativa, come fu poi definita.
Presto divenne molto conosciuto sia nell'URSS che all'estero (per esempio, in Polonia), ma il trampolino di lancio fu il film Il bianco sole del deserto, per il quale compose alcune canzoni e melodie. Negli anni settanta raggiunse l'apice della popolarità, venendo indicato come intellettuale di spicco dell'Intellighenzia sovietica (fino ad essere citato nel romanzo Ada o ardore di Nabokov nel 1969). Tuttavia Okudžava si riteneva più un poeta - ma come tale era incompreso - che un cantautore (considerava infatti di poca importanza tutta la sua opera musicale).
Negli anni ottanta si dedicò più attivamente all'attività di letterato, componendo poesie e scrivendo alcuni romanzi, tra cui Il povero Avròsimov e poi Il Salone, grazie al quale vinse il prestigioso premio letterario Russkij Booker nel 1994, tre anni dopo lo scioglimento dell'URSS. Questi anni furono importanti anche perché la censura sovietica gli diede maggior respiro nella musica come nella letteratura.
Nel 1991 ricevette il Premio di Stato dell'Unione Sovietica, assegnato alle personalità più importanti della nazione.
Nel 1997 morì a Parigi, dove si era recato per un intervento chirurgico. È sepolto nel cimitero di Vagan'kovo assieme ad illustri personalità, quali il poeta Sergej Esenin, Vladimir Vysockij e il pittore Vasilij Tropinin. In sua memoria, un piccolo asteroide della fascia principale, scoperto nel 1981 dall'astronoma cecoslovacca Zdeňka Vávrová, è stato battezzato 3149 Okudzhava.

## Attività pubblica e opinioni politiche
Entrò a far parte del Partito comunista dell'Unione Sovietica nel 1956, non appena ne ebbe la possibilità (i genitori erano stati riabilitati). Lasciò il P.C.U.S. nel 1990 al momento dello scioglimento.
Si sono conservate queste memorie di Oleg Mihajlov circa una conversazione con Okuždava avvenuta nel 1964.

… Ricordo come nel 1964 un piccolo gruppo di giovani scrittori arrivò da Mosca a Samara (allora Kujbyšev). Il clou del programma erano, ovviamente, Bulat Okuždava e le sue canzoni. Io a quel tempo quasi lo veneravo (d'altronde molte canzoni nostalgicamente le amo ancora adesso). Una volta, a cena dopo il solito concerto, gli raccontai del mio amico Dmitrij Lâlikov (che ora non c'è più). Lui, in particolare, diceva che quando nel Caucaso vennero a sapere che Kirov era stato probabilmente ucciso da Stalin, iniziarono a trattare meglio quest'ultimo. Fin troppo male aveva causato da quelle parti “il bambino di Uržum”. Sentii da Okudžava:
-	Bisogna fucilare quest'uomo!
-	Io ero sbalordito:
-	Ma perché?
-	Ma perché?
E Okudžava sottovoce, ma con fermezza, mi rispose:
- Mia mamma lavorava con Kirov…

(Literaturnaâ gazeta, 7-13 agosto 2002)
Okuždava aveva un'opinione decisamente negativa di Stalin. Ecco un frammento di una sua poesia, scritta nel 1981:
E dunque, generalissimo eccellente?

I tuoi artigli oggi non sono pericolosi, 

pericoloso è il tuo profilo dalla fronte bassa.

Io non tengo i conti delle perdite antiche

ma, sebbene nella mia vendetta io sia moderato

non perdono ricordando il passato.
Nel 1993 firmò “Pis'mo 42” ("La lettera dei 42") con la richiesta di vietare i “partiti, i fronti e le associazioni comunisti e nazionalisti”, di riconoscere come illegittimi il Congresso dei deputati del popolo e il Sovet supremo e il processo agli organizzatori e ai partecipanti agli avvenimenti dell'ottobre 1993 a Mosca.
Nell'intervista dell'11 dicembre 1993 al giornale “Podmoskovnye izvestia” si espresse così sui sostenitori di Ruckoj:
 -Bulat Šalvovič, ha visto alla televisione il bombardamento della Casa bianca il 4 ottobre?

- Eccome se l'ho guardato!

- Lei, avendo combattuto in guerra, quale impressione ha avuto quando è riecheggiata la prima salva? Non ha sobbalzato?

- Per me è stato certamente inaspettato, ma non mi sono spaventato. Vi dirò di più. Con l'età ho iniziato a guardare con interesse qualsiasi film poliziesco. Sebbene molti siano banali e mediocri, li guardo comunque. Ho capito che per me è importante il momento in cui, alla fine della puntata, il cattivo viene messo con le spalle al muro. E mi godo il momento. Soffro per tutta la puntata, eppure alla fine riceve quello che si merita, no? E all'improvviso ho capito che è la stessa sensazione che ho provato quando ho visto Chasbulatov, Ruckoj e Makažov essere portati via sotto scorta. Secondo me quello era il finale del poliziesco. Ho gioito per questo. Non potevo sopportare queste persone, e non ho avuto alcuna pietà di loro nemmeno in quella situazione. Per questo in me non si è creata nessuna impressione troppo penosa. Anche se per me era terribile che nel nostro paese potesse accadere qualcosa del genere. E forse, quando è riecheggiato primo colpo, mi sono reso conto che quello era l'atto finale. E dopotutto è ancora colpa del presidente. Dopotutto ciò avrebbe potuto essere previsto. Questi sostenitori di Barkašov avrebbero potuto essere disarmati e dispersi: si poteva fare tutto. Ma niente è stato fatto, niente! 

- D'altra parte però, se il presidente avesse provato a fare qualcosa prima, i democratici per primi avrebbero iniziato a prenderne le difese: soffocano la democrazia, avrebbero detto… 

- Appunto, esiste quella categoria di intellettuali libertari che intende in modo molto semplicistico la nostra situazione. Dal punto di vista della società idealmente democratica, sì. Ma noi, ripeto, non abbiamo nessuna società democratica. La nostra è una società bolscevica che aveva l'intenzione di creare la democrazia, ma è ancora appesa a un filo. E quando vediamo che le forbici si avvicinano a questo filo, noi dobbiamo in qualche modo allontanarle. Altrimenti perderemo, periremo, non creeremo niente. E i libertari continueranno a farsi sentire. Lûdmila Saraskina, donna tutt'altro che stupida, indignata ha affermato di vergognarsi per la crudeltà mostrata. Che fare, che arrossisca! Ma io penso, se un ladro entrasse in casa tua e volesse uccidere la tua famiglia…Cosa faresti tu? Gli diresti: ma si vergogni! Si? No,no, penso serva fermezza. Noi siamo un paese incivile.

- Il presidente a un incontro con gli scrittori (trasmesso anche in televisione) ha avuto il coraggio di dire: «Peccato che Okudžava non sia venuto»…

- Sì, avrei dovuto esserci, ma sono stato bloccato nel traffico e ho ritardato di un'ora… Noi ci conosciamo, di vista ovviamente, fin dall'inizio della perestrojka, ma ci siamo incontrati qualche volta. Mi fa piacere che il presidente si ricordi di me.

- Bulat Šalvovič, a quale coalizione darà il suo voto alle elezioni?

- Voterò “Vybor Rossii” (La scelta della Russia).
Ben presto questa intervista fu citata dal quotidiano “Podmoskv'e” con notevoli omissioni e distorsioni di senso delle dichiarazioni. In particolare, sono state omesse le conclusioni riguardo a Chasbulatov e gli altri sotto scorta. Così è risultato che l'intervistato avesse apprezzato gli spari. Riferendosi a questa versione, gli oppositori del poeta lo attaccarono più di una volta. Lo stesso Okudžava commentò la propria intervista dicendo: «Nel giornale “Podmoskovnye izvestiâ” mi sono espresso contro Hasbulatov, Makašov e Ruckoj per i quali provo ripugnanza. Ma non contro le persone semplici.»
Quando all'ultimo concerto all'UNESCO il 23 giugno 1995 gli chiesero della situazione in Cecenia, rispose:
«Di per sé la guerra in Cecenia è un fatto del tutto terribile che verrà ricordato per moltissimi decenni, se non secoli. Tanto più, penso lo sappiate, che si tratti di un piccolo popolo di neanche un milione di persone, ammettiamo perfino che sia molto patriottico e molto complesso, tuttavia bisogna fare i conti con la psicologia nazionale… Tanto più di un popolo così piccolo. (Applausi) Ed è stato massacrato nel corso di 50 anni nel secolo scorso…Nel 1944 hanno mandato alla morte tutto il popolo. E adesso viene di nuovo sterminato. Beh, di cosa si tratta? Possibile che la potenza russa non possa consolidarsi in un altro modo? Possibile che per fare ciò si debbano uccidere i propri concittadini? (citazione tratta dalla registrazione del concerto pubblicata in seguito in due CD e intitolata "Quando Parigi si svuota").
Poco dopo, in un articolo, M. Fedotov storpiò la dichiarazione di Okudžava aggiungendo, in particolare, i suoi pensieri personali. Questa dichiarazione alterata fu in seguito ampiamente citata come appartenente a Okudžava.
In un'intervista alla “Novaja Gazeta” espresse la propria idea sulla somiglianza tra il regime nazista e staliniano:

Qualcuno pensa addirittura che i tedeschi abbiano aiutato l'Unione Sovietica a vincere: immaginatevi se essi non avessero ucciso, ma radunato i colcosiani e avessero detto loro: siamo venuti a liberarvi dal giogo. Sceglietevi la forma di governo. Se volete i kolchoz, prego. Se volete un'azienda agricola individuale, prego. Nelle fabbriche lo stesso: costruite il vostro futuro. Se avessero messo in pratica i nostri slogan, avrebbero potuto vincere la guerra. Essi hanno fatto un errore spaventoso con la propaganda. Con la loro eccezionale crudeltà provocarono l'ira del popolo.
…
Ma i nostri sistemi erano simili. Due sistemi identici si intrecciano perfettamente. Agirono esattamente come avremmo agito noi. In questo sta il loro errore. Semplicemente il nostro paese si è dimostrato più forte, spietato e perseverante.